# Stormningen av Frederiksodde
Stormningen av Frederiksodde var en del i Karl X Gustavs första danska krig. Den danska hären på Jylland hade dragit sig in i fästningen Frederiksodde, idag kallad Fredericia, belägen på Jylland vid den smalaste delen av Lilla Bält. Svenskarna behärskade resten av Jylland. För att kunna föra över den svenska armén till Fyn måste fästningen intas.
Segern vid Frederiksodde banade vägen för det våghalsiga tåget över Bält och slutligen freden i Roskilde följande år.

## Bakgrund
Den 17 augusti 1657 beordrade Karl X Gustav markgreven Karl Magnus av Baden-Durlach att bege sig norrut för att undersöka hur starkt Frederiksodde var försvarat. Enligt kungens uppgifter skulle fästningen vara besatt med 4 000 uppbådade bönder varav endast 1 000 alls hade vapen. Även generalkvartermästaren Johan Gorries von Gorgas och generalkvartermästarlöjtnanten Erik Dahlbergh fick i uppgift att rekognoscera förhållandena vid Frederiksodde. Den 25 augusti ryckte den svenska huvudarmén till Frederiksodde. Dagen efter hölls krigsråd där man beslöt att inställa anfallet, efter rapporter om att Frederiksoddes försvar var starkare än man tidigare trott.
Den svenska armén slog läger vid Bredstrup nordväst om Frederiksodde, och spred ut sig från Bredstrups kyrka och gamla prästgård. Snart fanns minst 5 000 man och 2 000 hästar i lägret, som till ytan blev större än Frederiksodde, och av hälsoskäl beordrades soldaterna att sprida ut sina förläggningar för att minska risken för smittosamma sjukdomar.
Förstärkningar anlände under hösten 1657 till Wrangels belägringsarmé. På sommaren samma år hade den svenska garnisonen på 2 500 man i Kraków kapitulerat inför en övermäktig polsk belägringsarmé, på villkoret att garnisonen fick avtåga fritt. Den 6 oktober anlände den styrkan till Wismar, och Karl X Gustav beordrade dem att omgående marschera vidare till fältlägret vid Frederiksodde. Den 22 oktober anlände ytterligare tre infanteriregementen under ledning av generalmajoren Fabian von Fersen. Samma dag skedde också en utväxling av danska och svenska krigsfångar.

## Förberedelser

### Svenska armén
Den 22 oktober fick fältmarskalk Carl Gustaf Wrangel en skriftlig order från Karl X Gustav om att storma Frederiksodde. Under ett krigsråd dagen därefter beslöt han att denna stormning skulle äga rum en timme före soluppgången den 24 oktober. De svenska förberedelserna hade hållits så hemliga att ingen av de spioner som det var gott om fick reda på anfallsdagen. Wrangel hade 4 500 soldater till sitt förfogande, fördelade på 88 svaga kavalleriskvadroner med totalt 2 890 man och sex svaga infanteriregementen med totalt 1 665 man. Enligt andra källor uppgick svenskarnas trupper till totalt 8 000 man. Wrangels plan gick ut på att anfalla och förbinda de danska försvararna med tre anfallskolonner mot fästningens tre portar, för att sedan med kavalleriet kringgå den sydvästra halva bastionen genom att rida genom vattnet.

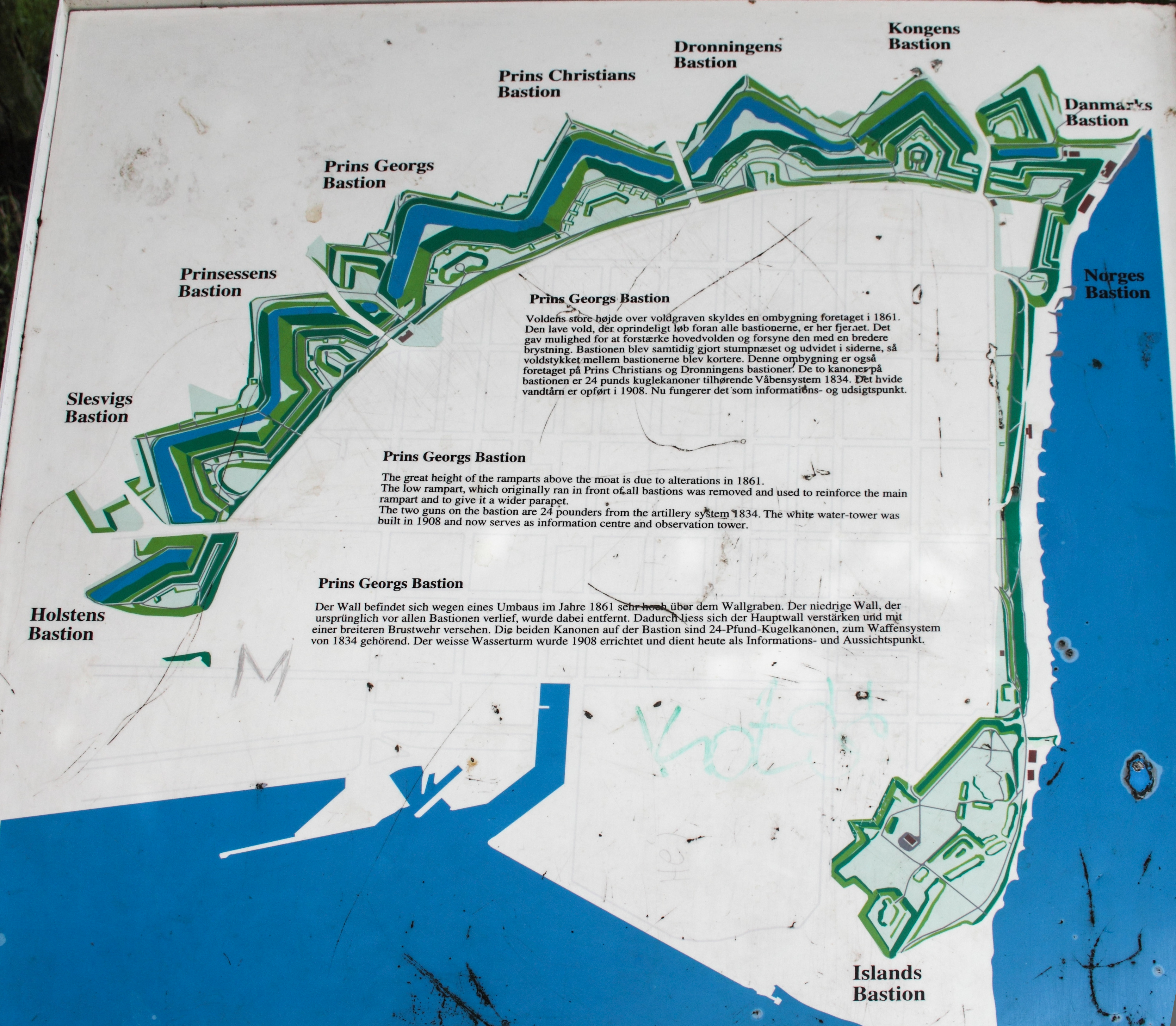
Karta över Frederiksoddes bastioner.

- Wrangel ledde själv den ena kolonnen mot bastionen Oldenburg. I spetsen gick 13 timmermän som skulle hugga hål i palissaderna och efter dem kom 40 man med 150 handgranater och 50 soldater under en major. De skulle ta sig upp för bastionen närmast vattnet. Efter denna tätgrupp följde Upplands regemente under överste Nils Brahe, följt av Hälsinge regemente lett av överste Per Sparre. Sist i kolonnen gick Stenbocks brigad under överste Spens och ett värvat tyskt förband under generalmajor Fabian von Fersen. Dessa två brigader skulle vika av från huvudkolonnen och anfalla och ta Holsteins bastion. Som understöd till dessa fotregementen red Upplands och Västgöta ryttare samt ett tyskt regemente under hertigen Johan Georg II av Anhalt-Dessau, som förde befälet över de tre ryttarregementena. Dessa skulle rida ut i det grunda strandvattnet och ta sig förbi tre rader pålar, som Dahlbergh tidigare rapporterat om, för att sedan rycka in i fästningen. 15 timmermän fick i uppdrag att medfölja ryttarna och hugga ner pålarna.[1][13]
- Mittkolonnens anfallsmål var fästningens centrum med bastionerna Prinsessan, Prins Georg, Mittlager port och Prinsporten. Kolonnen leddes av generallöjtnanten Jakob Kasimir De la Gardie. I spetsen marscherade hans eget tyska fotregemente, kommenderat av överstelöjtnanten Henrik von Delwig. I hälarna på detta avancerade överstelöjtnant Berendt Sahnitz med den sörmländska fotbrigaden tätt följd av Johan von Essen med Närke-Värmlands fotbrigad. Reserven utgjordes av en brigad tyskt och polskt manskap under översten Hestrig.[14][13]
- Den tredje kolonnen under generalmajor Fabian Berendes hade till uppgift att avancera in i fästningen genom Kongeporten och ta bastionerna Kongen respektive Danmark. Denna kolonn bestod av avsuttna ryttare ur Berendes eget regemente, Galles finska ryttare, småländska ryttare, sörmlänningar samt fem tyska ryttarregementen. Ryttarna leddes av generaladjutanten Stöwing. Avantgardet bestod av 200 musketerare och 15 artillerister med 50 handgranater under överstelöjtnanten Stuart. De hade en mycket viktig roll att spela. En sprängspecialist var med bland de första stormande. Hans uppgift var att spränga Kongeporten med en petard, ett metallrör fyllt med krut.[14][13]

Den 23 oktober bjöd Wrangel på en stor middag för alla högre officerare och deras fruar. Middagen avslutades klockan 2 på natten den 24 oktober, varefter officerarna tog farväl av sina familjer och red ut till sina trupper.

### Frederiksoddes försvar
Fästningens garnison uppskattades av Wrangel till mellan 5 000 och 6 000 man. När riksmarsken Anders Bille ankom till Frederiksodde övertog han omedelbart kommandot för fästningens försvar. Antingen hade Bille ignorerat kungens order att göra något åt fästningens svaga vänsterflank, eftersom han var mindre imponerad av kungens militära kapacitet, eller att fästningens tidigare kommendant inte hade vidarebefordrat kungens brev till honom. Han hade dock inte varit på sin lata sida, utan med stor energi organiserade han försvaret och försökte utbilda de cirka 2 000 Jyllandsbönderna på bästa möjliga sätt. Han kunde konstatera att de kavalleriutfall som utfördes mot de svenska trupperna inte gjorde mycket skada, men i sin tur resulterade i egna förluster. Han drog därför slutsatsen att den stora ryttarstyrkan inte skulle behövas, och eftersom den endast konsumerade mat och foder kunde den inte användas mot en svensk stormning. Då Fyn saknade trupper hade han skickat nästan allt kavalleri, Fynska adelsfanan och Sehesteds kavalleriregemente, över till ön. I Frederiksodde hade han cirka 1 000 fotsoldater, 2 000 beväpnade bönder uppdelade i fyra regementen och som hade genomgått en två månader lång militärutbildning, samt 400 beväpnade borgare. De reguljära trupperna bestod av Riksmarskens livregemente till fot, som var kraftigt decimerat efter striderna i Holstein, och anfördes av överste Poul Beenfeldt. Dessutom fanns Gamle Jydske Regiment, men även detta var kraftigt reducerat under strider i Bremen. De flesta placerades på det fyra kilometer långa vallsystemet. De reguljära trupperna stod mellan de nybyggda bastionerna, så att veteranerna kunde förstärka dem när svenskarna försökte överskrida vallgraven och vallen. Som reserv placerades 500 jylländska dragoner från Marskens regemente vid Trinitatis Kirke.

## Stormningen
Klockan fem på morgonen antändes en bondstuga i Erritsø, som signalerade Wrangels anfall. Anfallet kom som en överraskning för danskarna. De hade länge insett att ett sådant skulle komma, men inte när det skulle ske. De tre stormkolonnerna anföll samtidigt mot sina respektive anfallsmål. De danska försvararna på vallarna avfyrade sina kanoner mot kolonnerna och kastade handgranater mot svenskarna som var nere på vallgravarna och försökte resa stegarna mot murkrönen. När svenskarna klättrade uppför stegarna blev de beskjutna av danska musköter. Väl uppe utspelades blodiga närstrider med värjor, pikar och morgonstjärnor, där sårade och stupade kastades ner från bastionerna. Anfallet gick framåt och danskarna vek för de ursinniga svenskarna.
Wrangels kår nådde snabbt sina anfallsmål, tog sig igenom Seeberger port och intog Oldenburgs bastion. Den uppländska fotbrigaden kom först upp på bastionen och anföll med blanka vapen efter att ha avgivit en samlad muskötsalva. Efter en kort men blodig strid föll även Holsteins bastion i händerna på Västgöta kavalleriregemente. Wrangels stormkolonn hade intagit samtliga sina anfallsmål med relativt små förluster.
Den halvbastion som låg närmast vattnet besattes av 40 artillerister och 50 fotsoldater under major Lillieberg. Danskarna vek och kavalleriet under hertigen av Anhalt kunde oskadat rida förbi halvbastionen ut i vattnet för att försöka ta sig igenom pålverket. De 15 timmermännen arbetade med pålarna, samtidigt som de ansattes hårt av danskarnas eldgivning, och ryttarna hjälpte till så gott de kunde. Timmermännen skapade en öppning i pålraden, och Erik Dahlbergh var en av de första som trängde igenom palissaden i spetsen för Västgöta och Upplands ryttare.
Medan Wrangel stred på sin sida hade De la Gardie med sitt eget Livgarde lyckats ta sig över vallgraven och upp på vallen och kommit i strid med danskarna. Nils Brahe lyckades med sina uppländska fotsoldater lika bra på sitt frontavsnitt. Den danska brigad som stod emot dem kastades efter skarp strid tillbaka och svenskarna kunde ta sig in i fästningsområdet. Danskarna sökte sig ner från vallen mot Kongeporten.

Illustration över stormningen av Erik Dahlbergh.

Berendes stormkolonn hade det svårare än de andra kolonnerna. Chefen för tätgruppen, överstelöjtnant Stuart, stupade när han sprang ner till vallgraven, liksom ett antal av hans mannar. Petardören ur Östgöta regemente sprang mot porten med minan i famnen och i hukande för danskarnas eld. Han sårades men försökte ändå klara sin uppgift, men några nya skott från danskarna stoppade honom för gott. Minan låg kvar intakt. Under tiden trängdes de anfallande regementena på infartsvägen och under angränsande vallar, utsatta för ett mördande regn av olika projektiler. Några män tog sig i språng fram till minan och lyckades trots danskarnas intensiva eld klara sig så länge att minan tändes och exploderade. Den tunga porten kastades med ett brak in mot danskarna och flera av dem dödades av splitter. Vägen var öppen och svenskarna rusade in i fästningen och dödade urskillningslöst alla de stötte på.
Marskens livregemente under överstelöjtnanten Eiler Holck samlade sig och det svenska anfallet stoppades. Berendes insåg faran av att förlora tempo och anföll med förnyad kraft. Danskarna såg att trupperna på deras vänstra sida drevs tillbaka av De la Gardie och de tappade modet och drog sig tillbaka till det lilla citadellet på Bers Odde. Där var de temporärt skyddade. Den danske befälhavaren Anders Bille retirerade efter ett tappert motstånd med sina närmaste högre officerare in i citadellet för att försöka ta sig över till Fyn. Bille själv fick ett dödligt skott i huvudet av en muskötkula.
De danska dragonerna stod fortfarande intakta vid Trinitatis Kirke, eftersom Bille satts ur spel och inte givit dem andra order. Dragonerna gav inte vika efter att svenskarna erbjöd dem pardon, och det sägs att kort innan Billes kapitulation blev samtliga 500 dragoner nedhuggna till sista man. Efter striden begravdes samtliga dragoner i en massgrav i kyrkogården, och senare den 24 oktober 1836 uppfördes ett minnesmärke för dragonernas heroiska motstånd.
Fortsatt danskt motstånd var meningslöst. Svenskarna hade nu tagit hela fästningen med undantag för citadellet på Bers Odde, vilket var omringat. Wrangel ville försöka hindra fortsatt dödande. Dahlbergh skickades under parlamentärflagg in i citadellet för att försöka få Bille att ge upp. Efter en halvtimmes bitter kamp gav Bille upp kampen om citadellet och fästningen och 2 300 obeväpnade danskar marscherade ut. Efter kapitulationen ryckte Närke-Värmlands regemente in i citadellet. Klockan sju på morgonen, efter bara två timmars strid, var Frederiksodde i svenskarnas händer. Flertalet övriga soldater ägnade sig åt en två timmar lång hänsynslös plundring. Förlusten av fästningen blev en stor katastrof för Danmark.

## Förluster
Enligt den officiella listan uppgick de svenska förlusterna till fem stupade och 97 sårade ryttare och 51 stupade och 91 sårade fotsoldater: sammanlagt 56 stupade och 188 sårade. Enligt andra källor uppgick de svenska förlusterna till 74 stupade och 195 sårade. Bland de stupade fanns generaladjutant Stöwing och överstelöjtnant Stuart. Efter stormningen dog ett flertal av de sårade i lägret. Den 1 december drabbades 596 man i lägret av fältsjukan.
Uppgifterna om danskarnas förlustsiffror går starkt isär men uppskattas vara mer omfattande än hos svenskarna. Från svensk sida ska mellan 1 100 och 2 300 danskar ha stupat medan 2 000 meniga, 110 officerare och 69 underofficerare togs tillfånga. Från dansk sida uppgick danskarnas förluster till 1 500 stupade och lika många tillfångatagna. Bland fångarna fanns flera högt uppsatta män, bland andra riksrådet Måns Höök och riksmarsken Anders Bille med sin stab. Flera danska fångar fördes till Wismar där de stoppades in i svenska förband. Av de tagna danskarna släpptes 2 000 uppbådade bönder mot löfte att de inte igen skulle resa vapen mot svenskarna.
Det svenska bytet blev stort. Svenskarna konfiskerade 76 artilleripjäser i varierande storlekar, från grova mörsare till lätta kanoner. I stora högar samlades också 4 000 pikar, 1 520 musköter och karbiner, 1 200 harnesk, 700 hjälmar, 1 100 värjor och 200 morgonstjärnor. I fästningens ammunitionslager hittades 7 700 kanonkulor, 28 000 muskötkulor, 550 handgranater och över 1,5 ton krut. Dessutom hittades 39 fanor, en stor mängd tunnor med mat, 500 skottkärror samt Griben, en bojert bestyckad med åtta kanoner, som hade lämnats kvar i fästningens lilla hamn.

## Eftermäle

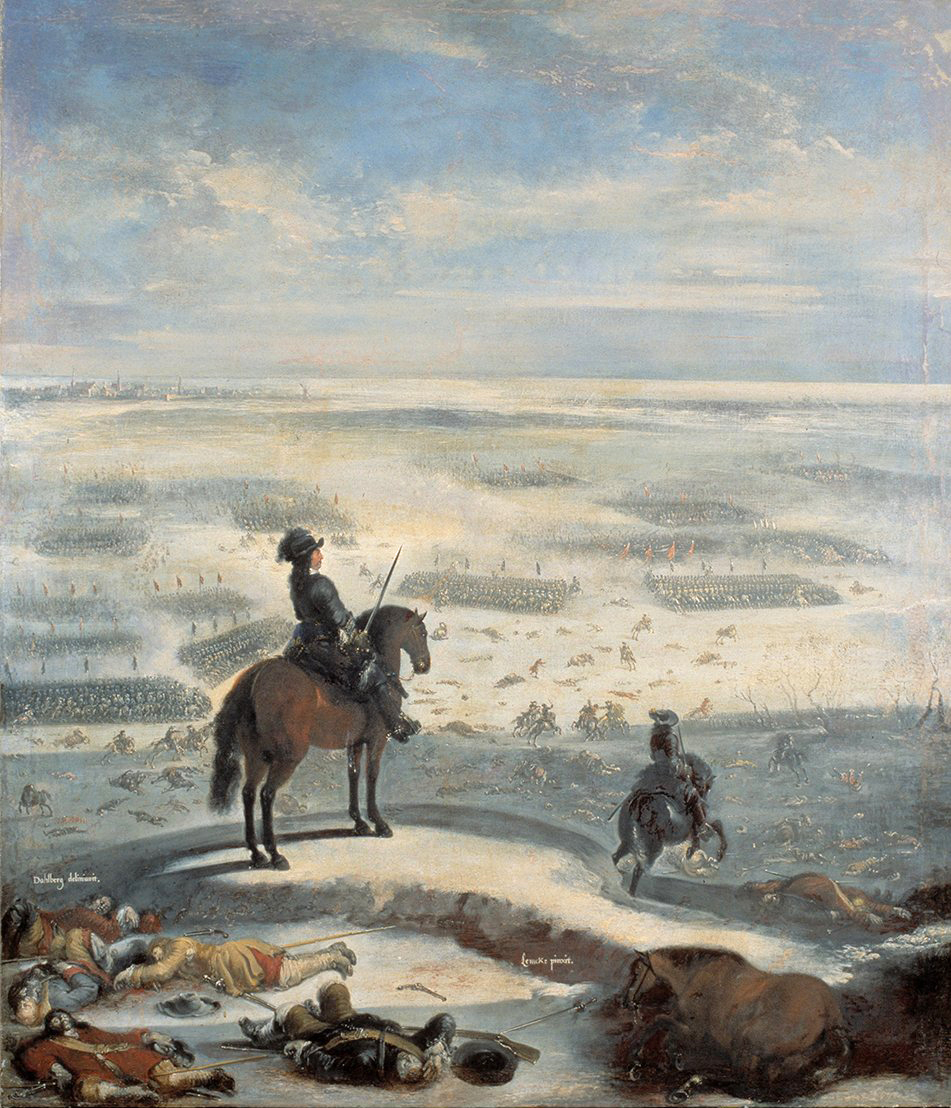
Frederiksoddes erövring banade väg för Karl X Gustavs senare beslut att marschera över Lilla Bält. Målning av Johann Philip Lemke.

Som belöning för den framgångsrika stormningen utnämndes Wrangel till riksamiral och lagman över Uppland. Anders Bille fick av den danske kungen hela skulden för fästningens fall och dömdes till döden in absentia. Innan stormningen hade Bille skickat sin fru dit i en liten båt och nyss underrättats om att den sjunkit och att hans fru hade drunknat. Bille själv dog den 10 november i sin cell i Frederiksodde.
Efter segern vid Frederiksodde inledde svenskarna på allvar förberedelserna för att gå över Lilla Bält och landstiga på Fyn. Vid månadsskiftet oktober och november 1657 hade svenskarna ingen transportflotta för att genomföra denna uppgift.